# Jacqueline Cohen
Ne doit pas être confondu avec Jacqueline Cohen (bande dessinée).
Pour les articles homonymes, voir Cohen.
 (avril 2021).
Si vous disposez d'ouvrages ou d'articles de référence ou si vous connaissez des sites web de qualité traitant du thème abordé ici, merci de compléter l'article en donnant les références utiles à sa vérifiabilité et en les liant à la section « Notes et références ».
Jacqueline Czerwonabroda[réf. nécessaire] Cohen, est une comédienne et adaptatrice française, spécialisée dans le sous-titrage et la traduction.

## Biographie
Devenue orpheline pendant la deuxième Guerre quand son père Michel Czernow a été déporté vers Auschwitz en 1943 (convoi No.61), elle est partie avec sa mère à Montréal[réf. nécessaire] où elle a fait une licence de lettres et du théâtre à l'Université McGill de Montréal (Québec), avant de revenir en France en 1955. À son retour, elle commence à sous-titrer des films en anglais, notamment De l'amour de Jean Aurel (1964), et continue ensuite sa carrière en traduisant des films de l'anglais au français.
Elle est aussi de manière épisodique comédienne de doublage, et a travaillé régulièrement avec la société de doublage Alter Ego. Outre l'anglais, elle maîtrise l'italien et l'espagnol. Elle a pris la relève de George Dutter pour traduire les films de Woody Allen, qui apprécie son travail. Elle a aussi traduit des films de Wajda, de Roman Polanski et de Carlos Saura.
Elle est notamment connue pour avoir doublé le personnage de l'Oracle dans la saga Matrix.

## Traductions cinématographiques

### Films
- 1972 : Cris et Chuchotements d'Ingmar Bergman
- 1986 : Jumpin' Jack Flash de Penny Marshall
- 1987 : La Veuve noire de Bob Rafelson
- 1988 : Piège de cristal de John McTiernan
- 1989 : Crimes et Délits de Woody Allen
- 1990 : Hamlet de Franco Zeffirelli
- 1992 : Maris et Femmes de Woody Allen
- 1993 : Beaucoup de bruit pour rien de Kenneth Branagh
- 1994 : Coups de feu sur Broadway de Woody Allen
- 1996 : Hamlet de Kenneth Branagh
- 1996 : Tout le monde dit I love you de Woody Allen
- 1997 : Harry dans tous ses états de Woody Allen
- 1998 : Le Masque de Zorro de Martin Campbell[3]
- 1998 : Primary Colors de Mike Nichols
- 1998 : Shakespeare in Love de John Madden
- 1999  La Neuvième Porte de Roman Polanski
- 1999 : Accords et Désaccords de Woody Allen
- 1999 : Jakob le menteur de Peter Kassovitz
- 1999 : Le Projet Blair Witch de Daniel Myrick et Eduardo Sánchez
- 2000 : Escrocs mais pas trop de Woody Allen
- 2000 : Ce que veulent les femmes de Nancy Meyers
- 2001 : Nadia de Jez Butterworth
- 2002 : Le Pianiste de Roman Polanski
- 2002 : Frères du désert de Shekhar Kapur
- 2002 : Apartment 5C de Raphaël Nadjari
- 2002 : Hollywood Ending de Woody Allen
- 2003 : Le Sourire de Mona Lisa de Mike Newell
- 2004 : Melinda et Melinda de Woody Allen
- 2004 : Neverland de Marc Forster
- 2005 : Tideland de Terry Gilliam[4]
- 2006 : As You Like It de Kenneth Branagh
- 2006 : Conversation(s) avec une femme de Hans Canosa (en)
- 2006 : Le Labyrinthe de Pan de Guillermo del Toro
- 2007 : Le Rêve de Cassandre de Woody Allen
- 2007 : Le Temps d'un été de Lajos Koltai
- 2008 : Vicky Cristina Barcelona de Woody Allen
- 2009 : Whatever Works de Woody Allen
- 2010 : The Ghost Writer de Roman Polanski
- 2010 : Donne-moi ta main d'Anand Tucker[5]
- 2011 : Habemus papam de Nanni Moretti
- 2012 : To Rome with Love de Woody Allen

### Téléfilms
- 2003 : Hitler : La Naissance du mal de Christian Duguay
- 2006 : Au-delà de la vérité de Christopher Leitch

### Sous-titrages
- Othello de Oliver Parker (1995), La Nuit des rois, de Trevor Nunn (1996)...

## Doublage

### Cinéma

#### Films
- Whoopi Goldberg dans :
  - Jumpin' Jack Flash (1986) : Terry Dolittle
  - The Player (1992) : l'inspecteur Susan Avery
  - Sarafina ! (1992) : Mary Masembuko
- Senta Berger dans :
  - Casanova, un adolescent à Venise (1969)[6] : Giulietta Cavamacchia
  - L'Homme sans mémoire (1974) : Sara Grimaldi
- Louise Fletcher dans :
  - Du rouge pour un truand (1979) : Anna Sage
  - Le Magicien de Lublin (1979) : Emilia
- 1972 : L'Argent de la vieille : Antonia (Silvana Mangano)
- 1973 : La Dernière Chance : Michèle Nolton (Ursula Andress)
- 1974 : Nous nous sommes tant aimés : Elide Catenacci (Giovanna Ralli)
- 1974 : La Rançon de la peur : Marta (Rosita Toros)
- 1976 : Un cowboy en colère : Nancy Sue (Elizabeth Ashley)
- 1977 : L'Empire des fourmis géantes : Marilyn Fryser (Joan Collins)
- 1978 : Les Sept Cités d'Atlantis : Atsil (Cyd Charisse)
- 1980 : L'Enlèvement du président : Beth Richards (Ava Gardner)
- 1980 : Le miroir se brisa : Lola Brewster (Kim Novak)
- 1980 : Les Séducteurs : Zaira (Sylva Koscina)
- 1990 : Un flic à la maternelle : Eleanor Crisp (Carroll Baker)
- 1999 : Matrix : l'Oracle (Gloria Foster)
- 1999 : Big Mamma : Hattie Mae Pierce (Ella Mitchell (en))
- 2000 : La Neuvième Porte : La baronne Kessler (Barbara Jefford)
- 2001 : Requiem for a Dream : Ada (Louise Lasser)
- 2002 : Antwone Fisher : Mme Tate (Novella Nelson)
- 2002 : Max : Ada Rothman (Heather Cameron-McLintock)
- 2002 : Le Pianiste : une vieille dame[1]
- 2003 : Matrix Reloaded : l'Oracle (Gloria Foster)
- 2003 : Matrix Revolutions : l'Oracle (Mary Alice)
- 2004 : I, Robot : Djidi, la grand-mère de Spooner (Adrian Ricard)
- 2005 : In Her Shoes : Mme Lefkowitz (Francine Beers)
- 2012 : Reality : Mme Lucia[5]
- 2014 : Mister Babadook : Mme Roach (Barbara West)

#### Films d'animation
- 2009 : Monstres contre Aliens : Rita

### Télévision
- 1981-1990 : Falcon Crest : Angela Channing (Jane Wyman)
- 1986 : L'Épée de Gédéon : Golda Meir (Colleen Dewhurst)
- 1995 : Orgueil et Préjugés : Lady Catherine de Bourg (Barbara Leigh-Hunt)
- 2006 : Desperate Housewives : Eleanor Mason (Carol Burnett)
- 2006 : Malcolm : Ida, la mère de Lois (2e voix) (seulement saison 7, ép. 11 et 12))
- 2007 : Jekyll : Sophia (Virginia Emmery)

### Direction artistique

#### Films
- 1995 : Neuf Mois aussi

#### Séries télévisées
- 1981 - 1990 : Falcon Crest

## Traduction littéraires

### Théâtre
- 1999 : September d'après Woody Allen, mise en scène Joseph Hardy[7]
- 2008 : Melinda et Melinda de Woody Allen, mise en scène Pierre Valmy

## Documentaires
- 1998 : Deconstructing Harry, scénario bilingue de Woody Allen, la petite bibliothèque des cahiers du cinéma[8]
- 2001 : Hollywood Ending, scénario bilingue de Woody Allen, la petite bibliothèque des cahiers du cinéma